# Grenzübertrittsbescheinigung

Muster einer Grenzübertrittsbescheinigung der Ausländerbehörde der Stadt Offenbach am Main. Die personenbezogenen Daten sind geschwärzt.

Muster einer Grenzübertrittsbescheinigung der Ausländerbehörde des Kreises Bergstraße mit Verhaltenshinweisen für die Abgabe. Die personenbezogenen Daten sind geschwärzt.

Eine Grenzübertrittsbescheinigung (Behördenjargon: GÜB) ist ein von einer deutschen Ausländerbehörde an einen ausreisepflichtigen Ausländer ausgestelltes Schriftstück, auf dem dessen Ausreisefrist festgehalten ist und das einen Formularabschnitt enthält, mit dem der Nachweis der Ausreise aus dem Bundesgebiet geführt werden soll. 

## Inhalt
Neben dem Namen des ausreisepflichtigen Ausländers, seinem Geburtsdatum und weiteren personenbezogenen Daten sowie der Angabe eines Termins, zu dem der Ausländer das Bundesgebiet spätestens verlassen haben muss (Ausreisefrist), enthält eine Grenzübertrittsbescheinigung immer einen von den Grenzkontrollstellen oder einer deutschen Auslandsvertretung, einer Botschaft oder einem Generalkonsulat auszufüllenden Formularabschnitt, auf dem diese die Ausreise bestätigt.

## Rechtsgrundlage und Rechtswirkungen
Die Grenzübertrittsbescheinigung wird gesetzlich nicht definiert. Ein bundeseinheitliches Muster besteht nicht. Jede Ausländerbehörde gestaltet sie nach eigenen Vorstellungen. Eine Gebühr darf mangels gebührenrechtlicher Grundlage nicht erhoben werden.
Eine erste gesetzliche Erwähnung findet die Grenzübertrittsbescheinigung in § 36a Abs. 3 Nr. 4 AufenthG. Der Nachzug zu subsidiär Schutzberechtigten ist hier ausgeschlossen, wenn die Bezugsperson eine Grenzübertrittsbescheinigung beantragt hat. Nach der amtlichen Begründung zum Regierungsentwurf dokumentiere der Schutzberechtigte damit, dass er beabsichtige, das Bundesgebiet zu verlassen. Eine solche Grenzübertrittsbescheinigung sei beispielsweise erforderlich für die Teilnahme an einem nach REAG/GARP geförderten Programm zur freiwilligen Rückkehr.
In der Regel stellen Ausländerbehörden bei ausgegebener Grenzübertrittsbescheinigung keine gebührenpflichtige Duldung gem. §§ 60a Abs. 4, §§ 78a Abs. 5 Aufenthaltsgesetz mehr aus, obwohl dies gegebenenfalls noch gesetzlich vorgeschrieben ist. In der Praxis wird der Aufenthalt in Deutschland bis zum Ende der Ausreisefrist jedoch auch ohne förmliche Duldungsbescheinigung nicht beanstandet. Die Grenzübertrittsbescheinigung berechtigt den Inhaber ebenso wenig wie eine Duldung zur Einreise in bzw. Durchreise durch andere Länder, auch nicht im Schengen-Raum.

## Verwendung
Verlässt der Ausländer das Bundesgebiet, gibt er die Bescheinigung an der Grenze bei der Grenzkontrollstelle oder bei einer deutschen Auslandsvertretung, einer Botschaft oder einem Generalkonsulat, ab. Von dort wird sie mit dem Bestätigungsvermerk versehen an die ausstellende Ausländerbehörde zurückgesandt. Auf diese Weise wird der Nachweis der Ausreise geführt.
Da die Nachbarstaaten Deutschlands dem Schengen-Raum angehören und innerhalb des Schengen-Raums die Grenzkontrollen entfallen sind, besteht vielfach tatsächlich keine Möglichkeit mehr zu einer Abgabe unmittelbar an der deutschen Grenze. Außengrenzen mit Grenzkontrollen bestehen nur noch an den deutschen Flughäfen (bei Flügen zu Zielorten außerhalb des Schengen-Raums) und an den deutschen Seehäfen. In diesem Fall muss der Ausländer die Grenzübertrittsbescheinigung persönlich bei einer deutschen Auslandsvertretung (Botschaft, Konsulat) außerhalb des Schengenraumes, typischerweise in seinem Heimatland abgeben. Eine Zusendung dorthin per Post genügt nicht. Auslandsvertretungen anderer Staaten nehmen deutsche Grenzübertrittsbescheinigungen nicht entgegen.

## Folgen einer Nichtabgabe
Die Nichtabgabe der Bescheinigung ist weder eine Ordnungswidrigkeit noch eine Straftat. Der Nachweis der Ausreise kann auch auf andere Weise geführt werden, solange keine Zweifel an der Ausreise bestehen. Gelangt kein Ausreisenachweis an die Ausländerbehörde zurück, wird die betreffende Person zur Aufenthaltsermittlung und Festnahme ausgeschrieben, weil davon ausgegangen wird, dass sie ihrer Ausreisepflicht nicht nachgekommen ist.